# Clarke County, Alabama
Clarke County är ett county i den amerikanska delstaten Alabama. 2012 uppskattades countyt ha 25 161 invånare. Den administrativa huvudorten (county seat) är Grove Hill.

## Geografi
2013 hade countyt en total area på 3 244,15 km². 3 207,61 km² av arean var land och 36,54 km² var vatten.

### Angränsande countyn
- Marengo County - nord
- Wilcox County - nordöst
- Monroe County - öst
- Baldwin County - syd
- Washington County - sydväst
- Choctaw County - nordväst